# Dihidroxibenzè
Un dihidroxibenzè és un compost químic orgànic en què dos grups hidroxil són substituïts per un anell de benzè. Aquests compostos aromàtics es classifiquen dintre dels fenols. Hi ha tres isòmers:
- 1,2-dihidroxibenzè (orto-isòmer), conegut generalment com a catecol
- 1,3-dihidroxibenzè (meta-isòmer), conegut comunament com a resorcinol
- 1,4-dihidroxibenzè (para-isòmer), conegut com a hidroquinona.[1]

## Classificació
| orto isòmer                                                                           | meta isòmer                                                                           | para isòmer                                                                    |
| ------------------------------------------------------------------------------------- | ------------------------------------------------------------------------------------- | ------------------------------------------------------------------------------ |
| Catecol pyrocatecol 1,2-dihidroxibenzè o-dihidroxibenzè 1,2-benzenodiol o-benzenodiol | Resorcinol 1,3-dihidroxibenzè m-dihidroxibenzè resorcin 1,3-benzenodiol m-benzenodiol | Hidroquinona 1,4-dihidroxibenzè p-dihidroxibenzè 1,4-benzenodiol p-benzenodiol |
|                                                                                       |                                                                                       |                                                                                |
Aquests tres compostos són sòlids granulars incolors o blancs a la temperatura i pressió ambient, però amb l'exposició a l'oxigen poden enfosquir. Els tres isòmers tenen la fórmula química C6 H6 O2 .
Semblantment a altres fenols, els grups hidroxils de l'anell aromàtic d'un benzenodiol són àcids febles. Cada benzenodiol pot perdre un H+  d'un dels hidroxils per formar un tipus d'ió fenolat.
La oxidació de Dakin és una reacció redox orgànica en la qual un orto o para-hidroxilat fenil aldehid o cetona reacciona amb el peròxid d'hidrogen en base per formar un benzenodiol i un carboxilat. En general, el grup carbonil s'oxida i el peroxid d'hidrogen es redueix.